# Draperova točka
Draperova točka je približna temperatura iznad koje gotovo svi kruti materijali zrače vidljivu svjetlost, kao posljedicu zračenja crnog tijela. Ustanovio ju je kao 798 K (525 ˚C), John William Draper 1847.
Tijela kod temperatura nešto ispod Draperove točke, zrače prije svega u infracrvenom području i emitiraju zanemarivu količinu vidljive svjetlosti. Vrijednost se može izračunati korištenjem Wienovog zakona pomaka:
{\displaystyle \nu _{peak}={2.821 \over h}kT}
Gdje je νpeak (u hertzima) – vršna frekvencija Draperove točke, k - Boltzmannova konstanta, h - Planckova konstanta i T - termodinamička temperature u Kelvinima.
Računanjem dobijemo vrijednost od 46,9 teraherza, što je u infracrvenom području, uglavnom nevidljivo, osim tamno crvene boje koja neznatno svijetli.